# آرثر أو. فرايل
آرثر أو. فرايل (بالإنجليزية: Arthur O. Friel)‏ (31 مايو 1885 - 27 يناير 1959)؛ روائي أمريكي. درس في جامعة ييل.